# پیگ (تگزاس)
پیگ، تگزاس(به انگلیسی: Paige, Texas) شهری در ایالت تگزاس از ایالات جنوبی ایالات متحده آمریکا است.